# Lac Chambeaux
Lac Chambeaux är en sjö i Kanada.   Den ligger i regionen Côte-Nord och provinsen Québec, i den östra delen av landet, 1 100 km nordost om huvudstaden Ottawa. Lac Chambeaux ligger 563 meter över havet. Arean är 45 kvadratkilometer. Den sträcker sig 14,8 kilometer i nord-sydlig riktning, och 19,4 kilometer i öst-västlig riktning.
Trakten runt Lac Chambeaux består huvudsakligen av våtmarker. Trakten runt Lac Chambeaux är nära nog obefolkad, med mindre än två invånare per kvadratkilometer.